# Rivière aux Glaises
La rivière aux Glaises est un affluent de la rive sud du fleuve Saint-Laurent. Cette rivière coule dans le territoire de secteur de Gentilly de la ville de Bécancour et dans la municipalité de Saint-Pierre-les-Becquets, dans la municipalité régionale de comté (MRC) de Bécancour, dans la région administrative du Centre-du-Québec, au Québec, au Canada.

## Toponymie
La rivière aux Glaises doit son nom à la nature argileuse de son lit. Le nom apparait sur une carte du comté de Nicolet de 1938, mais son usage est probablement plus ancien.

## Géographie
Les principaux bassins versants voisins de la rivière aux Glaises sont :
- côté nord : Fleuve Saint-Laurent ;
- côté est : ruisseau des Ours, ruisseau des Sources, rivière aux Orignaux ;
- côté sud : ruisseau Bras Chaud, rivière Beaudet, rivière Gentilly ;
- côté ouest : rivière du Moulin, rivière de la Ferme, rivière Gentilly.

La rivière aux Glaises prend sa source d'un étang situé en zone agricole au sud-est de la jonction de la route des Pluviers et du chemin des Verdiers, dans le sud-est du secteur Gentilly dans l'est de la ville. Cette zone de tête est localisée au sud-est du village de Gentilly, au sud du village de Sainte-Cécile-de-Lévrard et au nord du village de Sainte-Marie-de-Blandford.
À partir de sa zone de tête, la rivière aux Glaises coule sur près de 12 km répartis selon les segments suivants :
- vers le nord-est, jusqu'à la limite municipale de Bécancour et de Saint-Pierre-les-Becquets ;
- vers le nord-est puis vers le nord-ouest, dans Saint-Pierre-les-Becquets, jusqu'à une route du rang Saint-François-Xavier puis  jusqu'à une route du rang Sainte-Cécile ;
- vers l'ouest, jusqu'à la limite municipale de Saint-Pierre-les-Becquets puis dans Bécancour jusqu'à la route 132 ;
- vers le nord-ouest, jusqu'à son embouchure dans l'estuaire du Saint-Laurent au nord-est de la ville[2].